# Skogsstaten
Skogsstaten var beteckningen för de statsanställda i Sverige med ansvar för kronoparkernas skötsel och förvaltning.
Skogsstatens ursprungliga namn var jägeristaten. En sådan kan spåras tillbaka till 1500-talet och låg under överhovjägmästaren vid kungens hov. Genom 1634 års regeringsform togs jägeristaten över av det nya Riksjägmästarämbetet som skulle ansvara för kungens parker, jakträttigheter och djurgårdar, samt över kronans parker. Ämbetsinnehavaren, riksjägmästaren, räknades till de lägre riksämbetsmännen och var placerad i Stockholm. 
1682 drogs Riksjägmästarämbetet in och ersattes av en överjägmästare i varje län under överseende av fyra jägerifiskaler. 1780 lade Gustaf III återigen jägeristaten under överhovjägmästaren och 1824 lades den på Kunglig Majestäts befallningshavande i varje län. 1838 ändrades namnet till skogs- och jägeristaten. 1869 infördes en uppdelning i 12 distrikt under var sin överjägmästare och namnet ändrades igen till skogsstaten. Den ersattes senare av Domänverket.